# Conan (Hund)

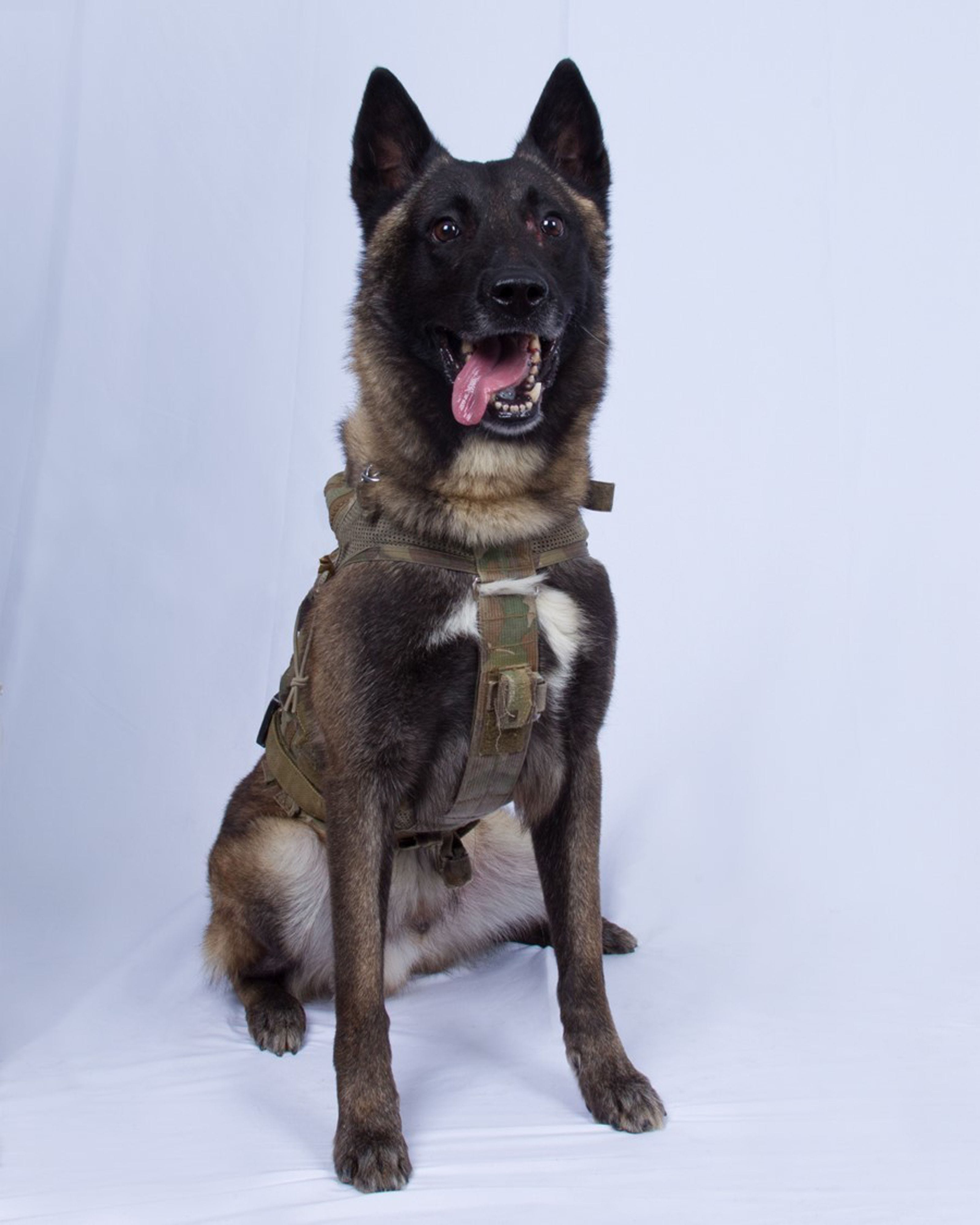
Conan auf dem ersten offiziell von US-Präsident Donald Trump auf Twitter veröffentlichten Foto.

Conan ist ein Militärhund für Spezialoperationen der US-amerikanischen Delta Forces. Er ist ein männlicher belgischer Malinois und wurde nach Talkshow-Moderator Conan O’Brien benannt. Conan nahm am 27. Oktober 2019 an der von US-Spezialkräften durchgeführten Operation Kayla Mueller in Syrien teil, bei der Abu Bakr al-Baghdadi, der Anführer der Terrororganisation Islamischer Staat (IS), zu Tode kam. Dabei soll der Hund al-Baghdadi, nachdem dieser von Einsatzkräften gestellt worden war, in einem Tunnel verfolgt haben, in dem al-Baghdadi schließlich seine Sprengstoffweste zur Detonation brachte. Der Hund soll während der Operation leicht verletzt worden sein.
Conan stammt mehreren Quellen zufolge ursprünglich aus den Niederlanden und war zum Zeitpunkt des Einsatzes etwa fünf Jahre alt.
Nach der Operation veröffentlichte US-Präsident Donald Trump auf Twitter ein erstes Foto von Conan. Der Name des Hundes wurde zuerst auf Newsweek enthüllt. Trump twitterte später eine Fotomontage, auf dem er Conan eine Art Hundevariante der bronzenen Medal of Honor in Pfotenform verleiht, mit dem Untertitel „American Hero!“ (deutsch Amerikanischer Held!).

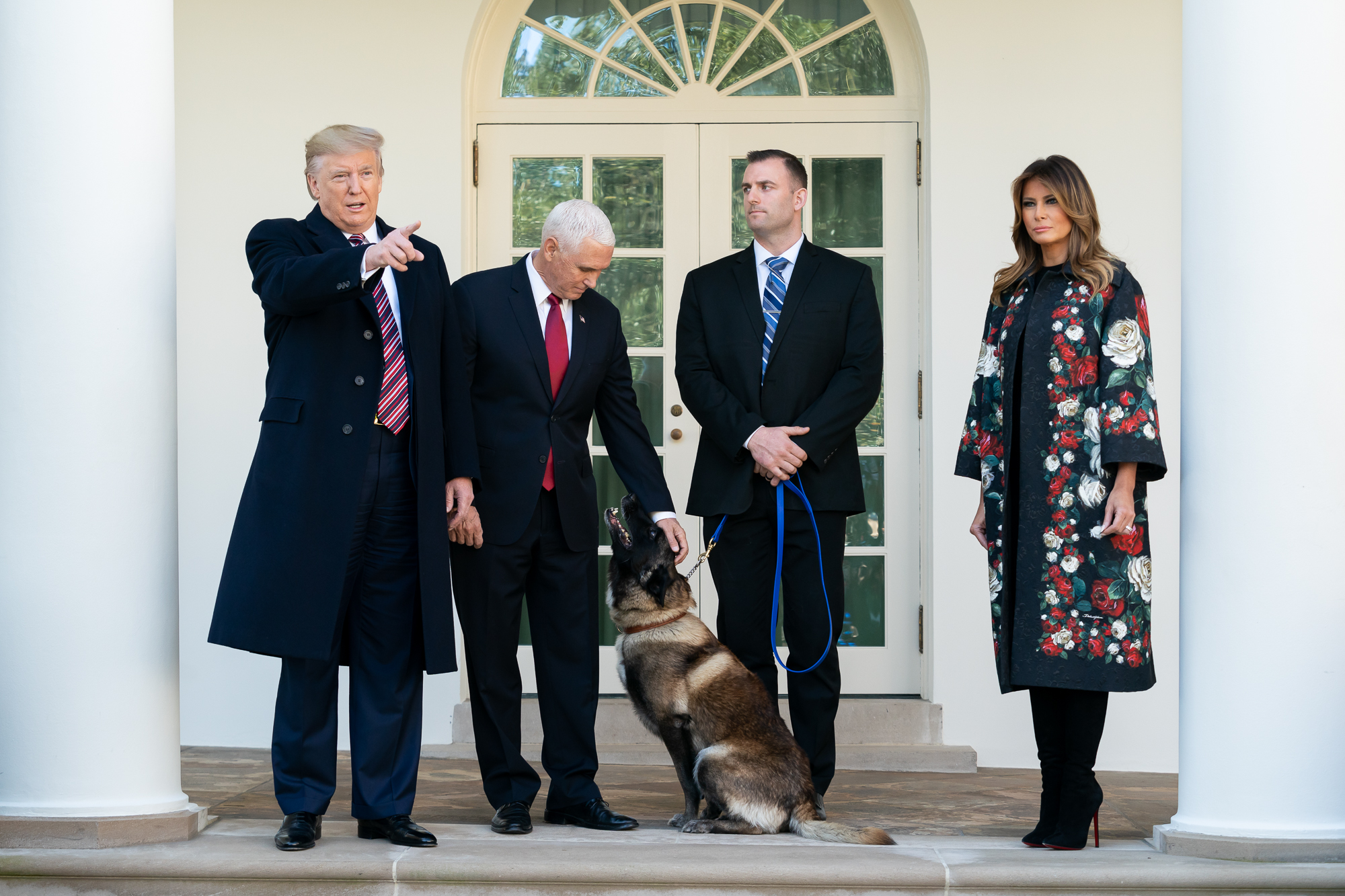
Conan mit US-Präsident Trump im White House Rose Garden

Am 25. November 2019 kam es zu einem Treffen von Conan und seinem Hundeführer mit Präsident Trump, dessen Ehefrau Melania Trump und Vizepräsident Mike Pence im Weißen Haus. Im Anschluss wurde Conan im White House Rose Garden den Pressevertretern vorgestellt.